# المصابيح الطالعة
قالب:معلومات دشيرة / ملحقة إدارية
المصابيح الطالعة (بالإنجليزية: M'Sabih Talaa)‏ هي ملحقة إدارية تابعة ادارياً لسيدي شيكر إقليم اليوسفية ضمن جهة مراكش آسفي بالمغربعدد سكانها يقدر بـ12091 نسمة حساب احصاء السكان بالمغرب 2024.

## الحدود
محادية مع جماعة المزوضية وسيدي شيكر و ورأس العين والقطارة و اولاد الدليم

## قطاع خدماتي
الفيلاحة : وذلك راجع لاحاطة أراضي فيلاحية شاسيعة بالجماعة وخصوبة تربتها الحمراء الغنية

## محمية المصابيح
تم إنشاء المحمية بعد ما تم وضع الحدود الرعوية ب محمية المصابيح الطالعة سنة 1952 وبفضل هاته الحدود تم تجميع عدد كبير من أزواج غزال الدوركاس المنحدر من جهة الحوز هاته المحمية التي تم تصنيفها من طرف تصميم الرئيسي للمجالات المحمية كموقع ذو المنفعة البيويلوجية و الإيكولوجيةMaroccan dorcas gazelle (Gazella dorcas massaesyla).jpg

## الرياضة بالمنطقة
ينضم كأس المصابيح الطالعة كل سنة ابتداء من شهر أكتوبر أندية أكتر تتويج باللقب كأس المصابيح نادي مولودية الكوابلية عدد الأندية المشاركة في كأس المصابيح الطالعة 8 فرق ومن أفضل الفرق اتحاد بير شحام هو الغريم للمولودية الكوابلية مند 1991

## وصلات خارجية
- موقع المصابيح الطالعة * صفحة المصابيح الطالعة على فيس بوك